# Trigonometopus cuneatus
Trigonometopus cuneatus är en tvåvingeart som beskrevs av Shatalkin 1997. Trigonometopus cuneatus ingår i släktet Trigonometopus och familjen lövflugor. Inga underarter finns listade i Catalogue of Life.